# Psiloptera equestris
Psiloptera equestris es una especie de escarabajo barrenador metálico del género Psiloptera, categorizada en la tribu Dicercini, de la subfamilia Chrysochroinae. Fue descrita científicamente por Guillaume-Antoine Olivier en 1790.

## Descipción
Mide 30 milímetros de longitud.

## Distribución
Se distribuye por Brasil, Malasia, Guayana Francesa y Guyana.